# Herje Granberg
Herje Olof Sixten Granberg, född 22 augusti 1903 i Stöde, död 1958 i Solna, var en svensk journalist och skriftställare.
Granberg var son till folkskolläraren Erik August Granberg och dennes hustru Kristina Persdotter Engström. Herje Granberg blev elev vid Sundsvalls högre allmänna läroverk 1915, där han tog studentexamen 1922, och var student vid Uppsala universitet 1922–1929.
Granberg var anställd vid Stockholmstidningen 1930–1941, där han 1937–1941 var redaktör för söndagsbilagan. Han var Aftonbladets Berlinkorrespondent 1941–1945 och företog flera resor till östfronten. Granberg var 1939–1943 gift med Jane Horney som dog 1945, eventuellt mördad av danska motståndsrörelsen.